# Agaricus gregarius
Agaricus gregarius är en svampart som beskrevs av Blonski 1889. Agaricus gregarius ingår i släktet champinjoner och familjen Agaricaceae.   Inga underarter finns listade i Catalogue of Life.